# Kamienica Pod Złotym Konikiem Morskim we Wrocławiu
Kamienica Pod Złotym Konikiem Morskim – kamienica, która znajdowała się przy ulicy Łaciarskiej 3 we Wrocławiu. Zniszczona podczas II wojny światowej.

## Historia
Pierwsza kamienica murowana została wzniesiona w XVI wieku. Była to trzypiętrowa, trzytraktowa kamienica o trzyosiowej fasadzie. W drugiej połowie XVII wieku została ona przebudowana na styl barokowy. Dodano wówczas dwukondygnacyjny szczyt zwieńczony trójkątnym tympanonem. W wyniku przebudowy powstał również pion komunikacyjny w środkowym trakcie. W 1856 roku kamienicę przebudowano. 
Według Wojciecha Brzezowskiego kamienica została zniszczona w wyniku działań wojennych w 1945 roku.